# Yaroslav Kutsyaba
Yaroslav Stepanovich Kutsyaba - em ucraniano, Ярослав Степанович Куцяба (12 de abril de 1989) é um jogador de futebol ucraniano que defende o FC Karpaty Lviv.